# توين
بلدية توين (بالإسبانية: Toén) هي بلدية تقع في مقاطعة أورينسي التابعة لمنطقة غاليسيا شمال غرب إسبانيا.

## الديموغرافيا
بلغ عدد سكان بلدية توين 2.605 نسمة عام 2011 (وفقاً للمعهد الوطني للإحصاء الإسباني).
| 2.636 | 2.599 | 2.578 | 2.594 | 2.649 | 2.635 | 2.605 |